# Ewald von Massow
Ewald Robert Valentin von Massow, född 17 april 1869 i Belgard an der Persante, död 12 oktober 1942, var en tysk SS-Gruppenführer och ämbetsman. Han var ordförande för Deutscher Akademischer Austauschdienst från 1933 till 1942.